# Florian Schillinger
Pour les articles homonymes, voir Schillinger.
Florian Schillinger, né le 31 janvier 1985, est un ancien spécialiste du combiné nordique allemand.
Il est sacré champion du monde juniors en 2002 (pl) et en 2005 (pl). Il a également remporté le classement général de la coupe du Monde B en 2006 ainsi que deux épreuves. Considéré comme un grand espoir du combiné nordique allemand, il n'a pas réussi à s'imposer au plus haut niveau. Cependant, lors de l'Universiade d'hiver de 2009, il remporte l'argent dans l'épreuve par équipe du combiné nordique avec Steffen Tepel et Jens Kaufmann et le bronze dans l'épreuve par équipe du saut à ski avec Jörg Ritzerfeld et Nico Faller (pl).
Depuis 2014, il est le guide de la skieuse Vivian Hösch (en) avec laquelle il remporte une médaille de bronze lors des championnats du monde paralympique de ski nordique et de biathlon (de) en 2015.

## Biographie

### Jeunesse
Il commence le combiné nordique à 8 ans avec le club de sa ville, le Sportverein Baiersbronn. Lors de son entrée au lycée, il intègre le Skiinternat Furtwangen (de). En janvier 2000, il débute en Alpen Cup à Planica où il se classe 64e et 45e. En 2001, il termine 2e derrière Tino Edelmann des championnats d'Allemagne de combiné nordique chez les moins de 16 ans et de la Coupe d'Allemagne. Il remporte ses deux premières courses de l'Alpen Cup à Hinterzarten,. Cette seconde victoire lui permet de remporter le grand prix d'été de l'Alpen Cup 2001.

### Débuts de la carrière professionnelle (2002-2004)

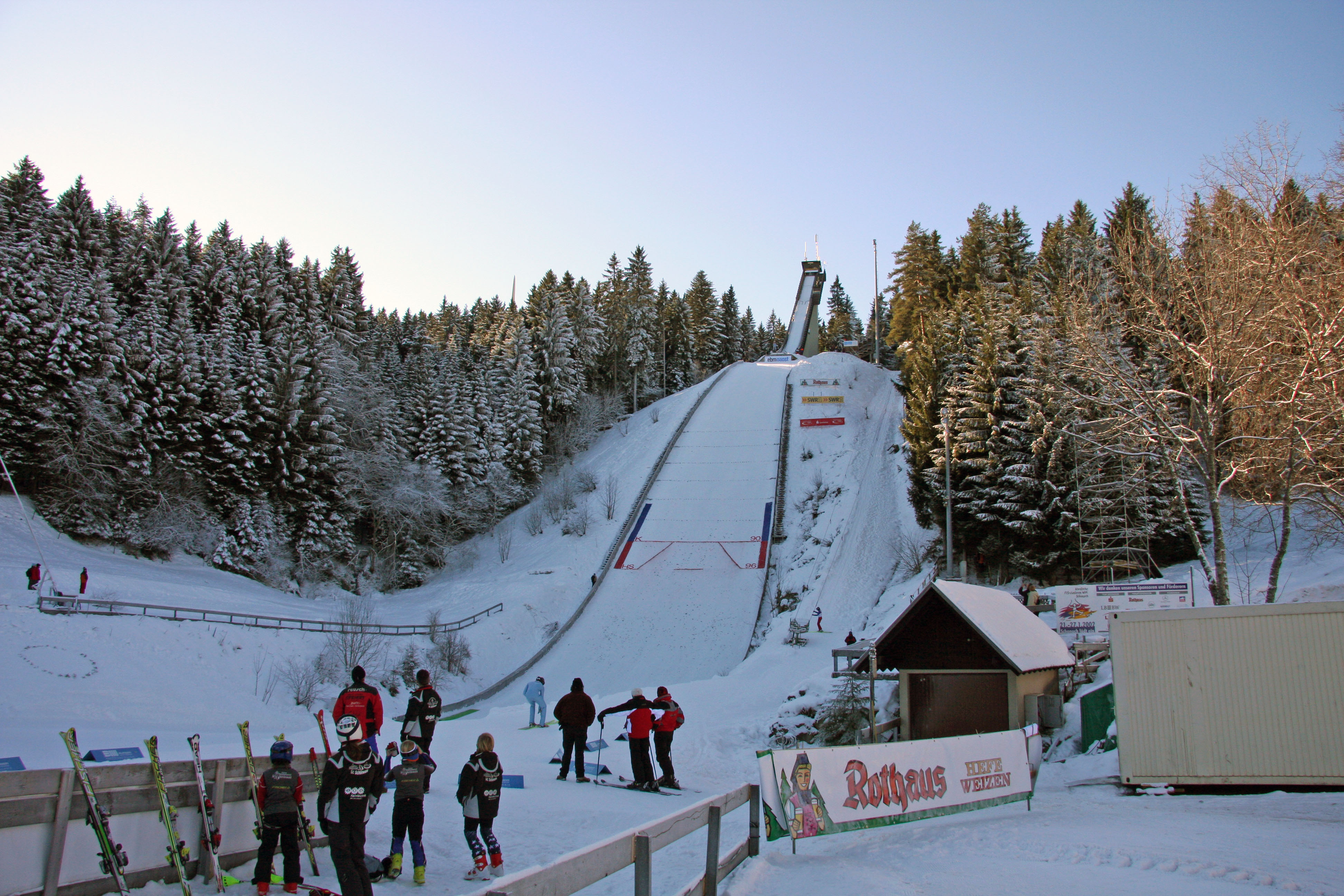
Le tremplin de Schonach

Il débute en Coupe du Monde B à Klingenthal le 4 janvier 2002. Il termine 38e du sprint remporté par Kenneth Braaten. Le lendemain, il termine 10e de l'épreuve par équipe avec Christian Bruder et Christoph Menz (pl). Il participe le lendemain à l'épreuve individuelle où il se classe 20e et où il marque ses premiers points. Le week-end suivant, il participe aux compétitions de coupe du Monde B à Baiersbronn,. Ses bons résultats en coupe du monde B, lui permette de gagner sa place pour les championnats du monde juniors 2002 (pl) à Schonach. Le 25 janvier 2002, il devient champion du monde juniors dans l'épreuve par équipe avec Tino Edelmann, Christian Beetz et Björn Kircheisen. Il est alors considéré comme un grand espoir du combiné nordique allemand.
Lors de la saison 2002-2003, il remporte une épreuve de l'Alpen Cup et il participe à quelques épreuves de la coupe du Monde B. Il remporte chez les moins de 17 ans, les titres de champions du Bade-Wurtemberg en combiné et en saut à ski.
Lors de la saison 2003-2004, il participe à la Coupe du Monde B jusqu'aux épreuves de Villach où il signe ses meilleurs résultats : deux huitièmes places,. Grâce à ses performances de Villach, il gagne sa place pour les championnats du monde juniors de 2004 (pl) où il remporte la médaille d'argent dans l'épreuve par équipe avec Christian Ulmer, Christian Beetz et Tino Edelmann.
Aux championnats d'Allemagne lors de l'été 2004, il termine quatrième du sprint après avoir remporté le concours de saut. Il termine 7e du Gundersen après avoir fini 2e du saut. Il participe aux deux premiers concours du Grand prix d'été de combiné nordique 2004. Il se classe 25e à Kandersteg et 28e à Oberstdorf.

### L'apogée (2005-2006)

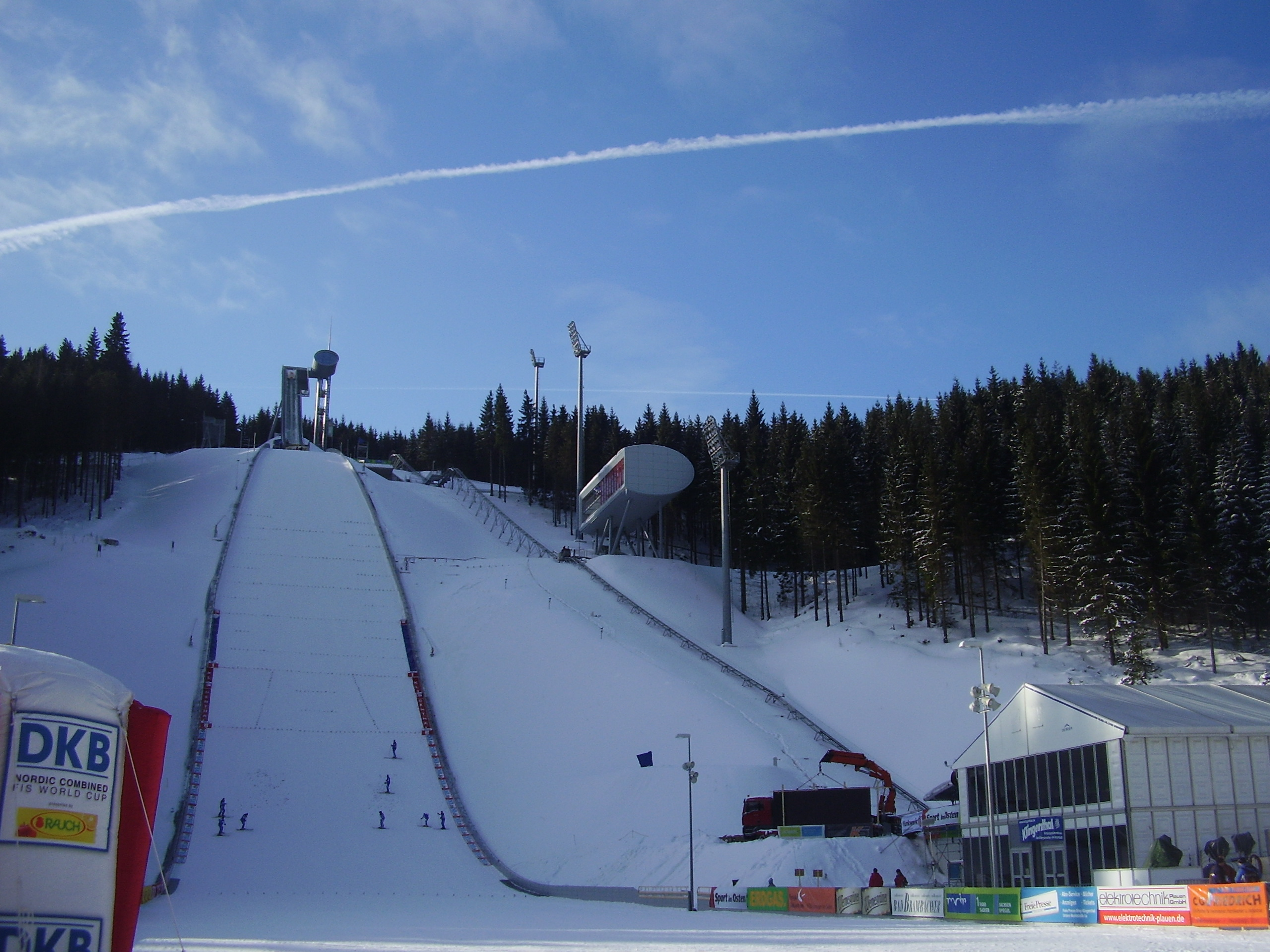
Le tremplin de Klingenthal

Il commence la saison 2004-2005 en coupe du monde B. Il obtient de bons résultats en Amérique du Nord avec une 5e et une 8e place à Steamboat Springs et une 6e et une 8e place à Lake Placid. Ensuite, il participe à plusieurs coupe du monde dont la Coupe de la Forêt-noire,. Le 13 mars 2005, il signe son premier podium en coupe du monde B à Vuokatti,. Lors de cette saison, il se classe 4e au classement général de la coupe du monde B et troisième de la coupe du monde B de sprint ainsi que 44e du classement général de Coupe du monde. Lors des championnats du monde juniors 2005 (pl), il termine 4e du Gundersen, second du sprint et premier dans l'épreuve par équipe avec Steffen Tepel, Tom Beetz et Tino Edelmann,,. À la suite de ses performances, il intègre l'équipe d'Allemagne de Coupe du Monde dirigée par Hermann Weinbuch.

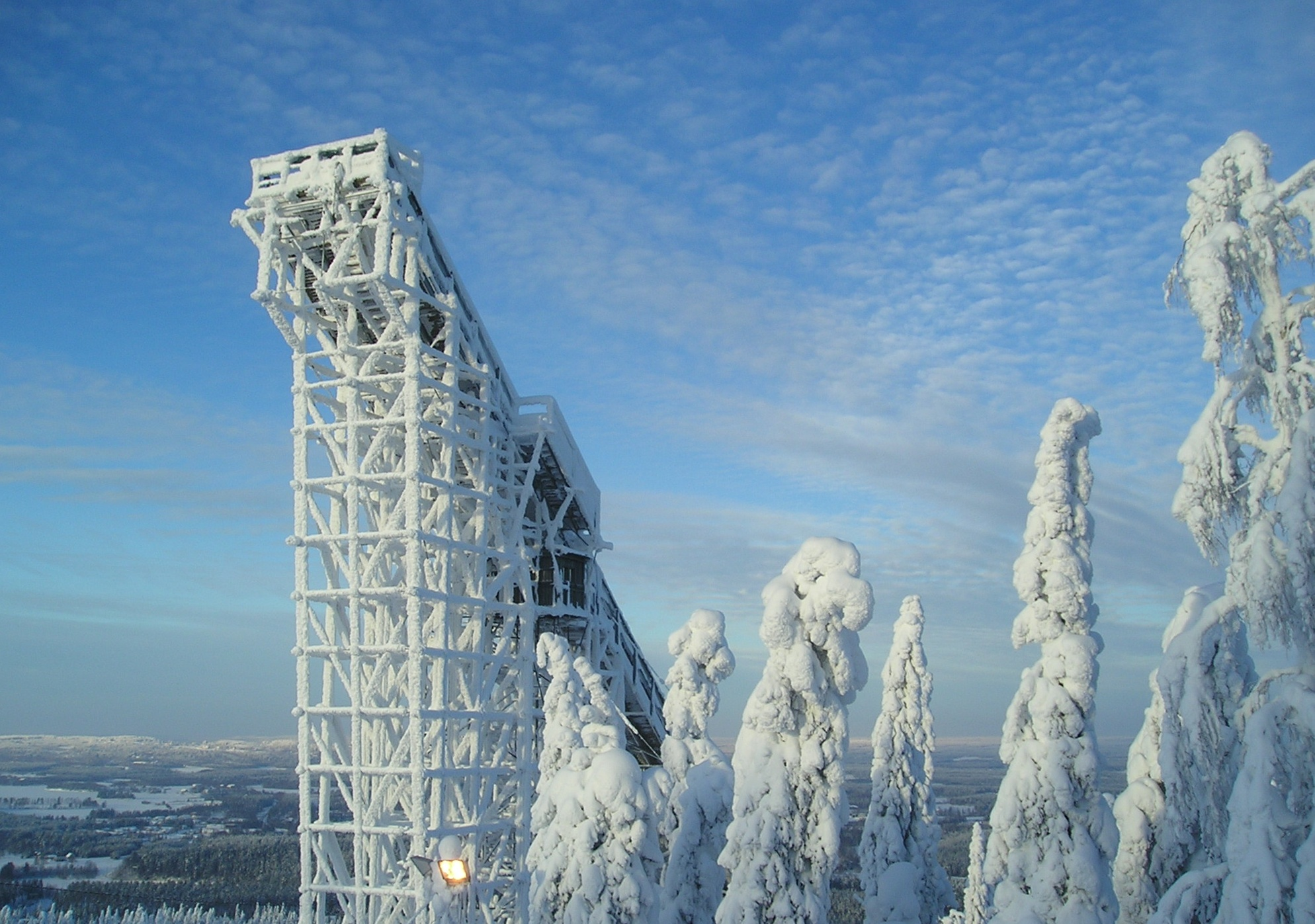
Le tremplin de Vuokatti

À l'été 2005, il termine 8e du Gundersen et 9e du sprint aux championnats d'Allemagne. Il participe à trois concours du Grand prix d'été de combiné nordique 2005. Il se classe 16e à Berchtesgaden, 43e et 16e à Steinbach-Hallenberg.
Il commence la saison 2005-2006 en coupe du monde où il rentre trois fois dans les points. Sa 21e place à Ruhpolding restera son meilleur classement individuel dans une épreuve de la coupe du monde.  Il intègre ensuite l'équipe de la Coupe du monde B de combiné nordique 2006. Il signe sa première victoire à Klingenthal le 4 mars 2006. Il termine deuxième le lendemain sur le sprint derrière Ville Kähkönen. La semaine suivante, il signe deux nouveaux podiums (une seconde place et une victoire) à Vuokatti ce qui lui permet de remporter le classement général de la coupe du monde B de combiné nordique.
À l'été 2006, il termine 11e du Gundersen et 6e du sprint aux championnats d'Allemagne. Il participe à trois concours du Grand prix d'été de combiné nordique 2006. Il se classe 12e à Berchtesgaden, 8e à Steinbach-Hallenberg et 36e à Klingenthal.

### Fin de la carrière (2007-2008)
Son point faible est alors le ski de fond et il s'entraîne pour combler cette faiblesse. Ceci lui fait perdre son niveau en saut. Il commence la saison 2006-2007 en coupe du monde. Il participe à cinq courses (Kuusamo, Lillehammer et Ramsau) et il ne parvient pas à marquer des points. Il passe ensuite sur la coupe du monde B où il obtient son meilleur résultat de la saison : une 6e place sur un mass start à Kuusamo.
À l'été 2007, il abandonne lors du Gundersen et termine 6e du sprint aux championnats d'Allemagne. Il participe à trois concours du Grand prix d'été de combiné nordique 2007. Il se classe 34e au Val di Fiemme, 16e par équipe à Berchtesgaden et 44e à Bischofshofen.
Lors de la saison 2007-2008, il est écarté de l'équipe d'Allemagne et ses entraîneurs lui suggèrent de se reconvertir. Avant d'arrêter sa carrière, il participe à la première partie de la coupe du monde B 2008. Il termine deux fois 25e à Vuokatti. Ce sont ses seuls points de la saison et il se classe 73e de la coupe du monde B avec 12 points.

### Vie professionnelle
Il arrête de concourir au niveau international en 2008 afin de se concentrer sur son baccalauréat universitaire à l'Université de Fribourg-en-Brisgau,. En tant qu'étudiant, il a participé à deux éditions des Universiades d'hiver. Il se prépare à
l'Universiade d'hiver de 2009 au centre de formation olympique (de) de Fribourg-en-Brisgau.
Il remporte deux médailles à l'Universiade dans les compétitions par équipes : le bronze en saut à ski et l'argent en combiné nordique,. Sa dernière compétition en combiné nordique est l'Universiade d'hiver de 2011.
Lors de ces études à Fribourg, il commence à soutenir les athlètes handisports de ski nordique. L'entraîneur de l'équipe de ski handisport allemande, Ralf Rombach, qui a été son entraîneur lors de son titre mondial en 2005, inclut Florian Schillinger dans l'équipe en tant que guide. Il remporte en tant que guide de Vivian Hösch (en) une épreuve de coupe du monde de ski nordique handisport en 2013,. Il est responsable de la structure des skis de l'équipe allemande de ski nordique lors des Jeux paralympiques d'hiver de 2014,. Il remporte en tant que guide de Vivian Hösch la médaille de bronze de l'épreuve du 6 km en biathlon des championnats du monde paralympique de ski nordique et de biathlon (de) 2015, ainsi que trois podiums en coupe du monde. En 2017, Vivian Hösch est malade et ne participe pas aux championnats du monde. Il est le guide de Vivian Hösch pour les Jeux paralympiques d'hiver de 2018.

## Résultats

### Coupe du monde

#### Différents classements en coupe du monde
| Année     | Classement général final |
| --------- | ------------------------ |
| 2004-2005 | 44e                      |
| 2005-2006 | 50e                      |

#### Détail des résultats
| Place / Épreuve | Place / Épreuve | Gundersen | Sprint | Mass Start | Team Sprint | Relais | Total |
| --------------- | --------------- | --------- | ------ | ---------- | ----------- | ------ | ----- |
| 1re place       |                 |           |        |            |             |        |       |
| 2e place        |                 |           |        |            |             |        |       |
| 3e place        |                 |           |        |            |             |        |       |
| Top 10          | Top 10          |           |        |            |             | 1      | 1     |
| Points          | Points          | 4         | 5      |            |             | 1      | 10    |
| Départ          | Départ          | 9         | 10     | 2          |             | 1      | 22    |

### Coupe du monde B

#### Différents classements en coupe du monde B
| Année     | Classement général final |
| --------- | ------------------------ |
| 2001-2002 | 74e                      |
| 2003-2004 | 46e                      |
| 2004-2005 | 4e                       |
| 2005-2006 | 1er                      |
| 2006-2007 | 22e                      |
| 2007-2008 | 73e                      |

#### Détail des podiums individuels
| Édition | Épreuve                                 | Place |
| ------- | --------------------------------------- | ----- |
| 2005    | Vuokatti (Sprint – HS100 / 7,5 km)      | 3e    |
| 2006    | Klingenthal (Gundersen – HS140 / 15 km) | 1re   |
| 2006    | Klingenthal (Sprint – HS140 / 7,5 km)   | 2e    |
| 2006    | Vuokatti (Gundersen – HS100 / 15 km)    | 2e    |
| 2006    | Vuokatti (Sprint – HS100 / 7,5 km)      | 1re   |

### Championnats du monde junior
| Épreuve / Édition    | Épreuve / Édition    | Schonach 2002 | Stryn 2004 | Rovaniemi 2005 |
| -------------------- | -------------------- | ------------- | ---------- | -------------- |
| Gundersen individuel | Gundersen individuel | -             | -          | 4e             |
| Sprint               | Sprint               | -             | -          | 2e             |
| Par équipe           | Par équipe           | 1re           | 2e         | 1re            |

### Universiade

#### Combiné nordique
| Épreuve / Édition | Épreuve / Édition | Harbin 2009 | Erzurum 2011 |
| ----------------- | ----------------- | ----------- | ------------ |
| Gundersen         | Gundersen         | 6e          | 23e          |
| Mass start        | Mass start        | 7e          | 18e          |
| Par équipe        | Par équipe        | 2e          | 7e           |

#### Saut à ski
En 2009 (pl), il remporte la médaille de bronze dans l'épreuve par équipe avec Jörg Ritzerfeld et Nico Faller (pl).

### Championnat d'Allemagne
| Épreuve / Édition | 2001 | 2002 | 2003 | 2004 | 2005 | 2006 | 2007    |
| ----------------- | ---- | ---- | ---- | ---- | ---- | ---- | ------- |
| Sprint            | 17e  | -    | 16e  | 4e   | 9e   | 6e   | 17e     |
| Gundersen         | -    | -    | 20e  | 7e   | 8e   | 11e  | Abandon |